# KS Posnania (rugby)
Posnania – polski zespół rugby z siedzibą w Poznaniu będący sekcją klubu Posnania.

## Historia
Drużyna powstała w 1956 i jest jedną z najstarszych w Polsce. W tabeli wszech czasów Ekstraligi opublikowanej przez Polski Związek Rugby w 2016 Posnania zajęła 5. miejsce pod względem zdobytych punktów z 48 sezonami rozegranymi w najwyższej klasie rozgrywkowej. W 2016 klub wycofał się z rozgrywek Ekstraligi z powodów finansowych. Powrócił do rozgrywek ligowych rugby piętnastoosobowego jesienią 2019, rozpoczynając grę w II lidze, a 2021 awansował do Ekstraligi.
Drużyna Posnanii odnosiła też sukcesy w rugby 7 – m.in. zdobyła tytuły mistrzów Polski w tej odmianie rugby w latach 2017, 2019–2022 i 2025.

## Sukcesy

### Seniorzy
- Mistrzostwa Polski:
  - Wicemistrzostwo: 1962
  - Trzecie miejsce: 1983, 2005, 2006
- Puchar Polski: 1974
- Mistrzostwa Polski w rugby 7 mężczyzn:
  - Mistrzostwo: 2017, 2019, 2020, 2021, 2022, 2025
  - Wicemistrzostwo: 2018
  - Trzecie miejsce: 2011, 2013, 2023, 2024
- Puchar Polski w rugby 7 mężczyzn: 2017, 2018, 2019, 2021

### Juniorzy
- Mistrzostwa Polski:
  - Mistrzostwo: 1969, 1973, 2002, 2008, 2011
  - Wicemistrzostwo: 2010
  - Trzecie miejsce: 2001, 2004, 2014